# Galanthus
Genre
Classification APG III (2009)
Synonymes
- Acrocorion Adans.[1]
- Chianthemum Siegert ex Kuntze[1]
- Erangelia Reneaulme ex L.[1]

Galanthus est un genre de plantes herbacées vivaces à bulbe. Il appartient à la famille des Liliaceae selon la classification classique. La classification phylogénétique le place dans la famille des Amaryllidaceae.
C'est un genre originaire d'Eurasie, dont on connaît actuellement 20 espèces. L'espèce que l'on rencontre couramment en France est Galanthus nivalis. Une 20e espèce, Galanthus panjutinii, a été récemment identifiée en Transcaucasie occidentale.

## Aire générale de répartition
Galanthus est un genre principalement nord-est-méditerranéen et de la mer Noire.
G. nivalis croît des rives occidentales de la Mer Noire jusqu’aux Pyrénées, étant la plus occidentale, mais aussi la plus septentrionale. Elle possède ainsi la plus vaste aire de répartition.
Une majorité d’espèces est originaire du Caucase : G. alpinus, G. angustifolius, G. krasnovii, G. lagodechianus, G. platyphyllus, G. rizehensis, G. woronowii et G. transcaucasicus. Cette dernière s’étendant à l’est jusqu’au sud-est de la mer Caspienne en Iran, limite orientale du genre.
Bon nombre d’autres espèces poussent plus au sud, en Turquie : G. koenenianus au nord, G. trojanus au nord-ouest, G. cilicicus et G. peshmenii au sud. G. fosteri se rencontre depuis le nord de la Turquie jusqu’au Liban et peut-être en Israël.
Certaines espèces s’étendent en Turquie, dans les Balkans et la Crimée : G. elwesi, G. gracilis et G. plicatus.
G. ikariae est limitée aux îles de la mer Égée. G. reginae-olgae se rencontre du Péloponnèse au sud de la Bosnie ainsi qu’en Sicile.

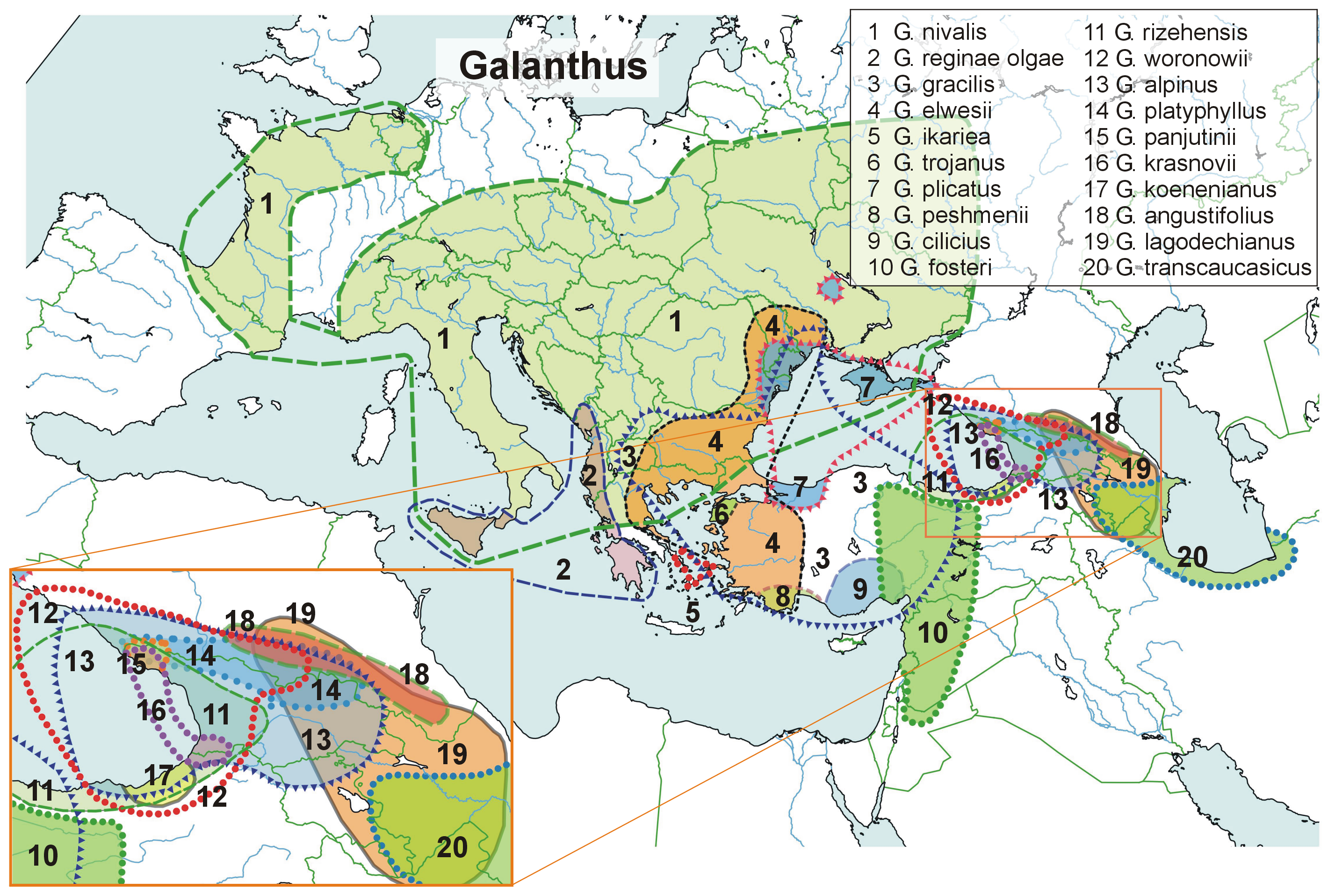
Carte de répartition des espèces de perce-neige (Galanthus) en Europe et en Asie occidentale

## Description

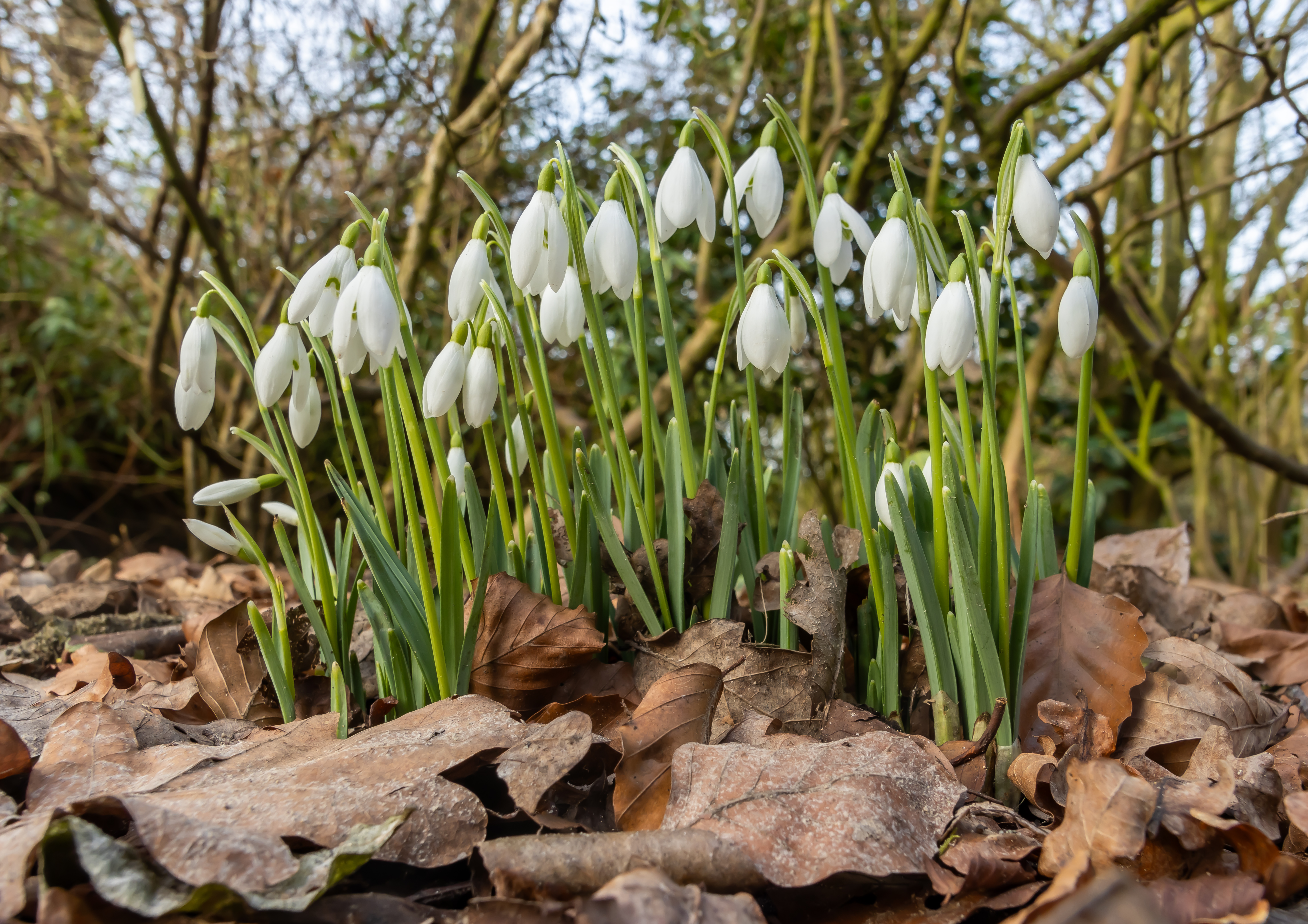
Galanthus nivalis parmi les feuilles mortes au Dunham Massey Hall, Angleterre. Janvier 2024.

La fleur, solitaire, sortant d'une spathe membraneuse, possède six tépales libres inégaux, formant une cloche :
- trois tépales extérieurs blancs, obovales à oblongs, arrondis au sommet
- trois tépales intérieurs plus courts, échancrés, portant à l'extérieur une ou deux marques et à l'intérieur des lignes de couleur verte (guides de nectar). Font exception : Galanthus patyphyllus et Galanthus krasnovii, deux espèces originaires du Caucase, à tépales intérieurs non échancrés.

Les deux seules feuilles, larges de 4 à 8 mm, sont d'un vert glauque chez Galanthus nivalis ; vert franc chez d'autres espèces, dont Galanthus woronowii. Font exception : Galanthus cilicicus et Galanthus peshmenii, espèces endémiques du Sud de la Turquie, à floraison respectivement hivernale et automnale, qui ont souvent plusieurs feuilles.
La tige unique est à section arrondie et dépasse nettement les feuilles.
Le fruit unique est ovoïde-oblong.

## Écologie
Ce sont des plantes vivaces, passant la partie de l'année qui leur est défavorable sous forme de bulbe souterrain (ce sont donc des géophytes), qui atteignent 15 à 25 cm de haut. Ce sont des plantes de demi-ombre, affectionnant les sols riches en bases et en azote (mull).
Galanthus nivalis est en fleur en février-mars. Deux espèces (Galanthus reginae-olgae et Galanthus peshmenii) fleurissent en automne. Certains clones de Galanthus elwesii fleurissent dès les mois de décembre, d'autres sont encore en fleurs au début du mois d'avril.
Les graines sont dispersées par les fourmis.

## Étymologie
Le nom de genre Galanthus vient du grec galaktos, « lait », et anthos, « fleur », en référence aux fleurs blanches.

## Noms communs
Les espèces sont appelées Perce-neige, Goutte de lait, clochette d'hiver, galanthine, galant d'hiver, galanthe des neiges ...

## Propriétés

La galantamine

Le bulbe cru a des propriétés vomitives.
Dans les Balkans et en Asie Mineure la perce-neige était utilisée comme plante médicinale.
La perce-neige de Colchide (Galanthus woronowii) est vraisemblablement le moly, l'antidote du lotos – la plante de l'oubli utilisée par la magicienne Circé.
Les perce-neige contiennent, à l'instar d'autres amaryllidacées, de la galantamine. Cet alcaloïde, qui est un inhibiteur des cholinestérases, est utilisé sous le nom de Reminyl® dans le traitement symptomatique de la maladie d'Alzheimer.
Actuellement la galantamine est extraite d'autres Amaryllidacées à plus gros bulbes, notamment des bulbes de narcisses.

## Les espèces
Classification proposée par A.P. Davis.

### SérieGalanthus

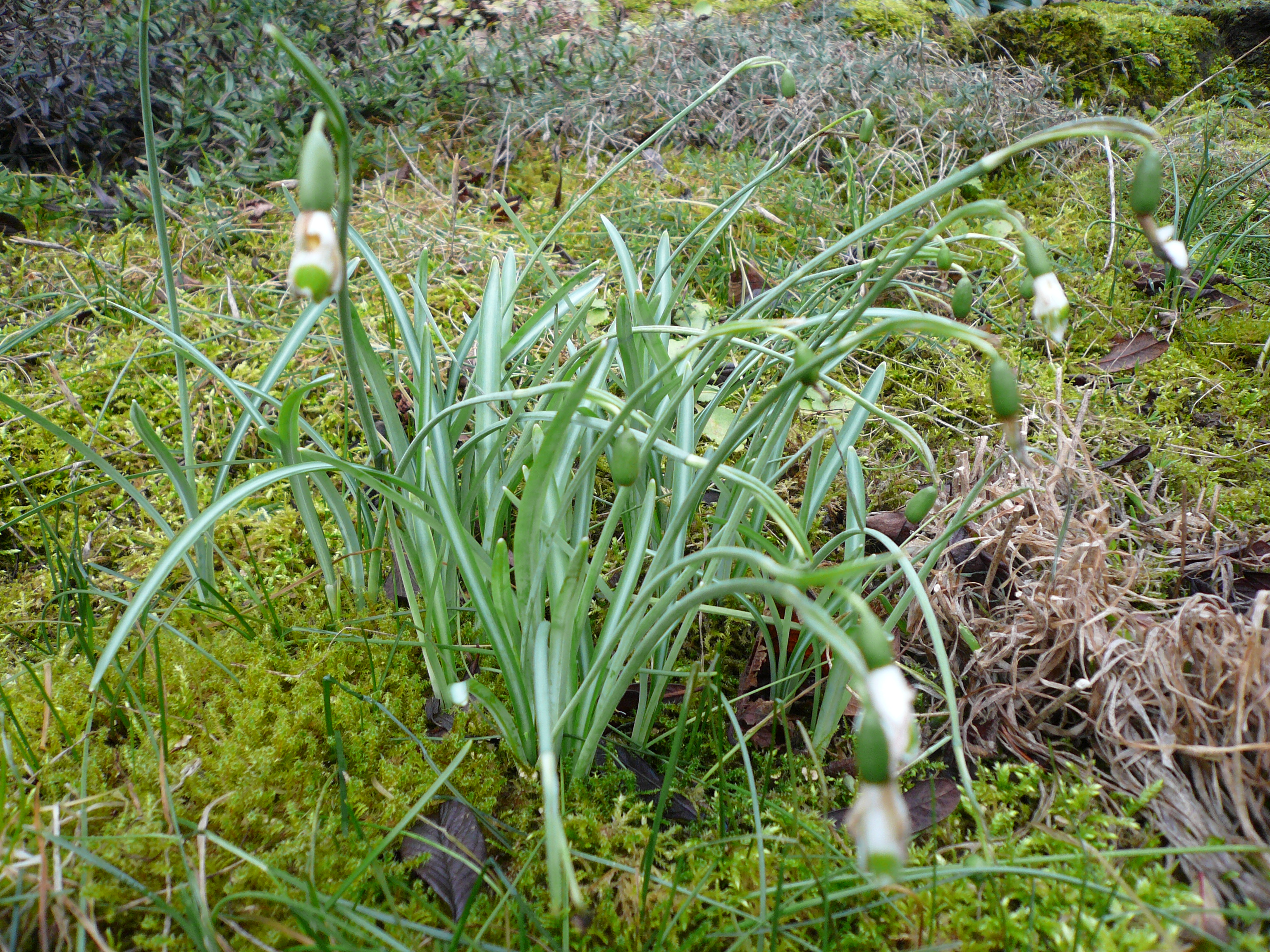
Feuilles de Galanthus reginae-olgae

- Galanthus nivalis L., l'espèce la plus répandue, depuis les Pyrénées jusqu'en Ukraine, surtout en Europe centrale. Au Nord de Paris, ainsi qu'en Angleterre, en Belgique, aux Pays-Bas et en Suède, elle n’est pas indigène, mais y est naturalisée çà et là ("stinzenplant")[6].
- Galanthus reginae-olgae Orph., de Grèce et de Sicile, à floraison automnale. Les feuilles, qui apparaissent après la floraison, ont à leur face supérieure une large bande longitudinale de couleur blanche (une adaptation contre la sécheresse du climat méditerranéen).
  - La sous-espèce vernalis Kamari est à floraison hivernale parmi des feuilles déjà bien développées.
- Galanthus plicatus M. Bieb., espèce robuste de Crimée, de Roumanie et autour du Bosphore, à feuilles repliées vers l'arrière, avec une ou deux marques - sous-espèce byzantinus (Baker) D.A. Webb - sur les tépales intérieurs

### SérieLatifolii
(à larges feuilles)
Trois de ces espèces se rencontrent dans le Sud-Est de l'Europe : Galanthus gracilis,  Galanthus elwesii et Galanthus ikariae (Cyclades). Les treize autres sont indigènes dans le Caucase, en Turquie et en Transcaucasie.

#### Sous-sérieGlaucaefolii
(à feuilles glauques)

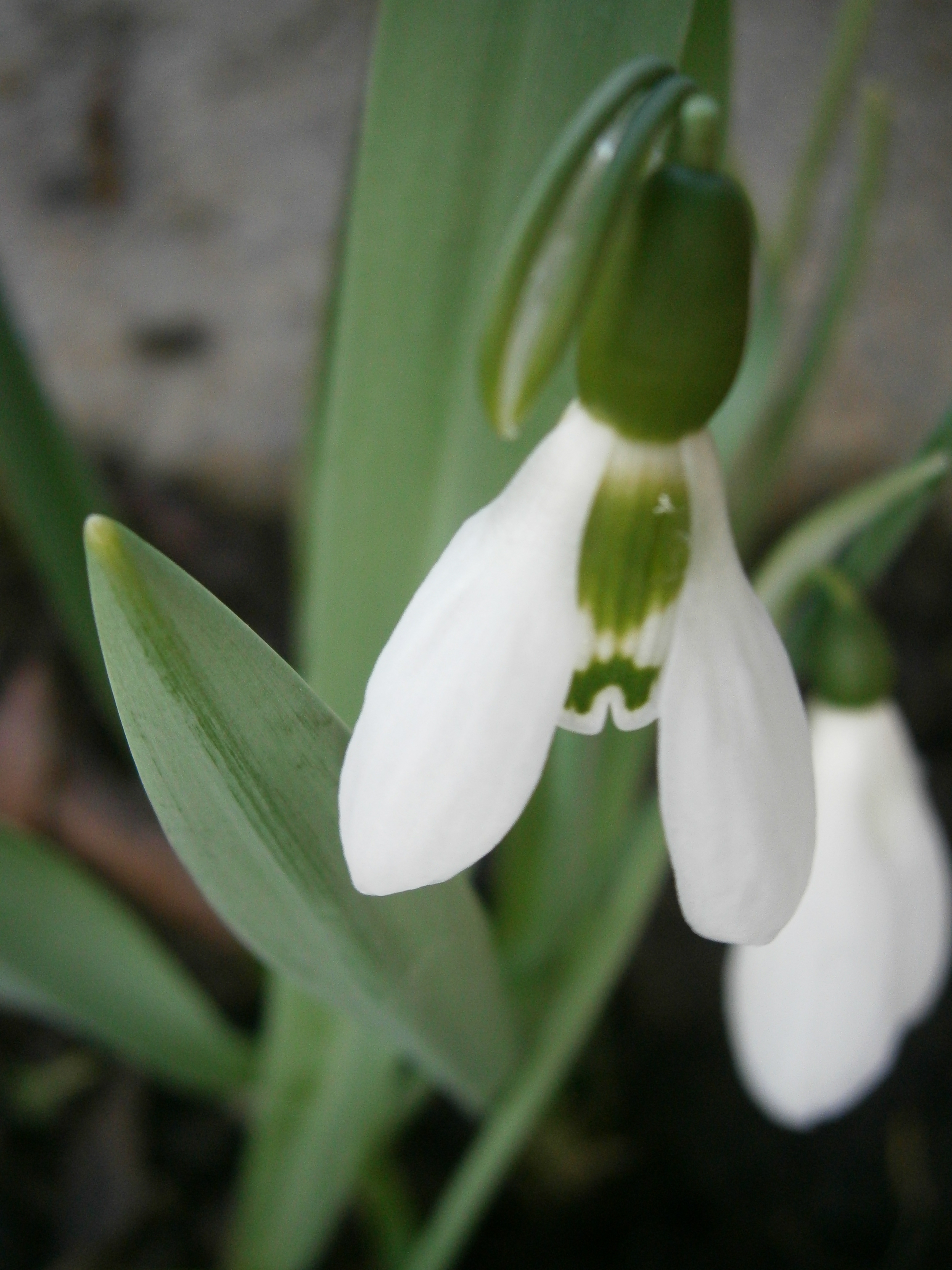
Galanthus elwesii

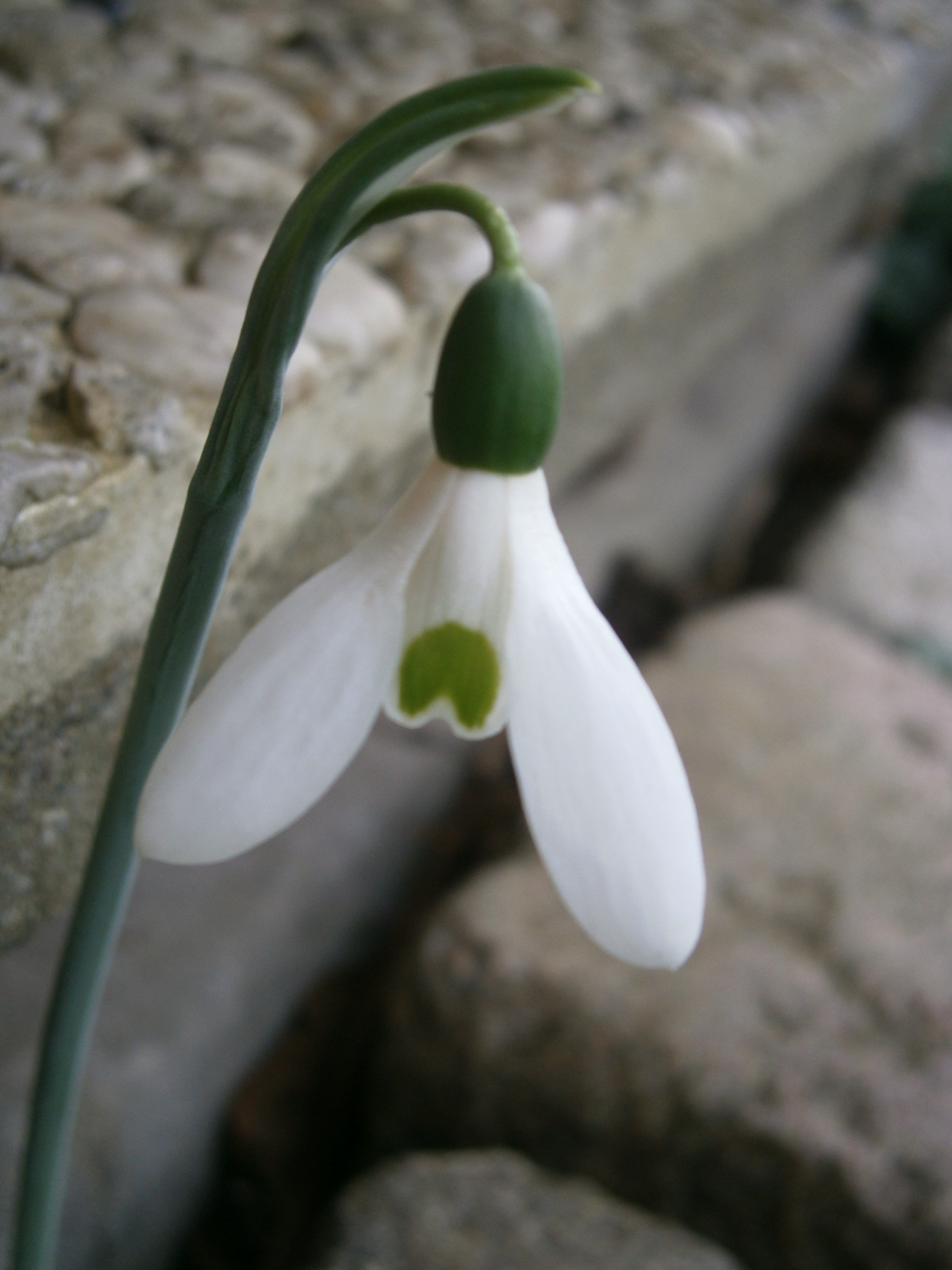
Galanthus elwesii var. monostictus

- Galanthus alpinus Sosn., originaire du Caucase. À ne pas confondre avec les exemplaires à une seule marque apicale de Galanthus elwesii ! 
  - Var. bortkewitschianus (Koss) A.P. Davis est un triploïde stérile.
- Galanthus angustifolius Koss, espèce à feuilles très étroites du Caucase
- Galanthus cilicicus Koss, espèce délicate, endémique du Sud de la Turquie
- Galanthus elwesii Hook. f., espèce robuste à larges feuilles des Balkans et de Turquie ; les tépales intérieurs ont typiquement deux marques (basale et apicale) parfois réunies en X. Les exemplaires qui n'ont qu'une seule marque apicale (var. monostictus P.D. Sell), ont été jadis rattachés abusivement à Galanthus caucasicus (ancien nom de Galanthus alpinus).
- Galanthus gracilis Celak, à distribution similaire à Galanthus elwesii ; s'en distingue par ses feuilles plus étroites, à extrémité contournée
- Galanthus koenenianus Lobin, Brickell & Davis, espèce rare du Nord-Est de la Turquie ; feuilles à nervures saillantes à la face inférieure
- Galanthus peshmenii Davis & Brickell, endémique du Sud de la Turquie et d'une île grecque adjacente, à floraison automnale ; les feuilles très étroites apparaissent après la fleur.

#### Sous-sérieViridifolii
(à feuilles vertes)

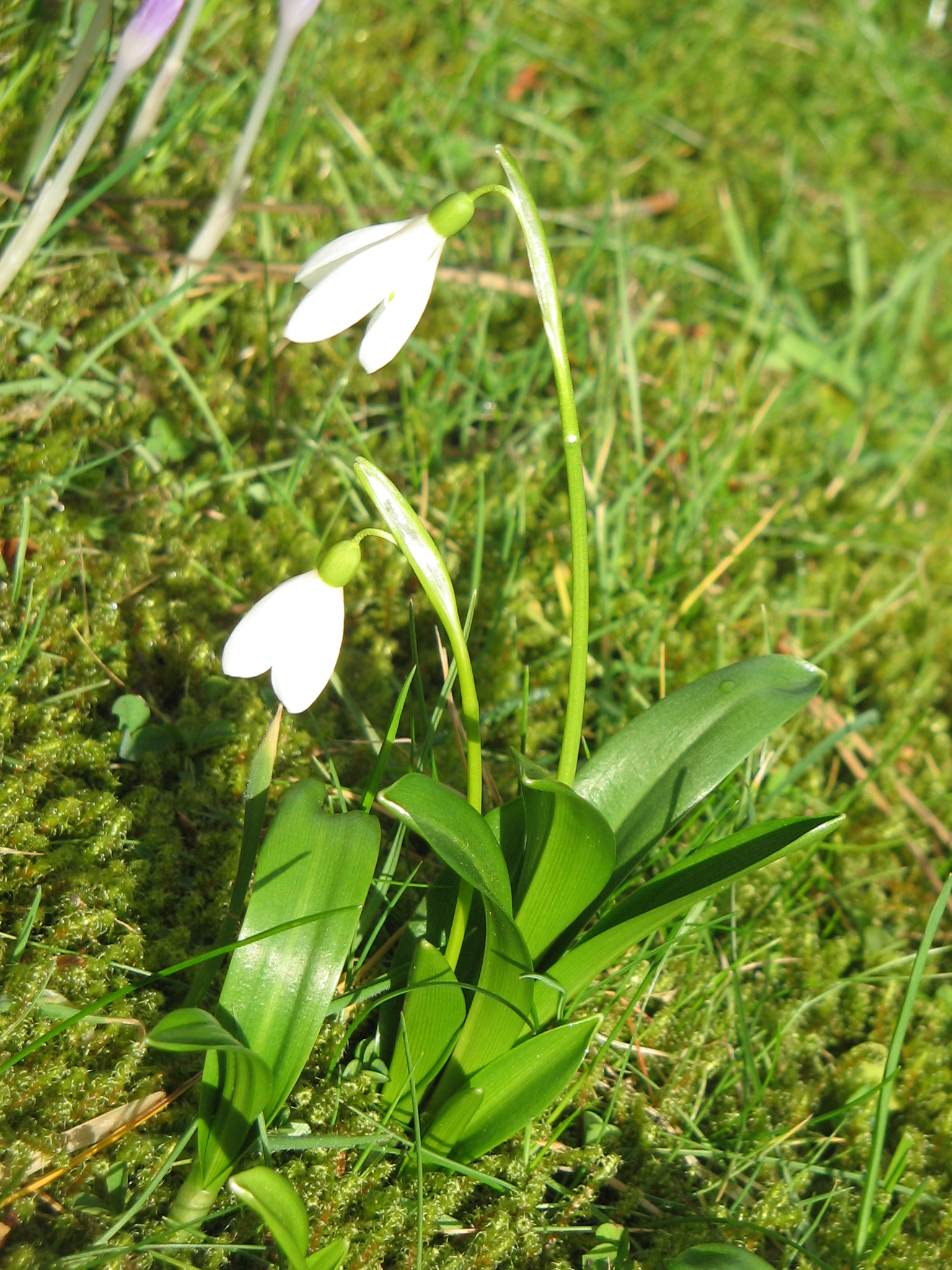
Galanthus woronowii

- Galanthus fosteri Baker, espèce d'Asie Mineure ; les tépales intérieurs ont deux marques (basale et apicale)
- Galanthus ikariae Baker, espèce endémique de quelques îles grecques
- Galanthus lagodechianus Kem.-Nath., intermédiaire géographiquement et morphologiquement entre G. rizehensis et G. transcaucasicus
- Galanthus krasnovii Khokhr., espèce proche de Galanthus platyphyllus, originaire comme cette dernière du Caucase
- Galanthus panjutinii Zubov & A.P. Davis, espèce proche de Galanthus platyphyllus et de Galanthus krasnovii, originaire de Transcaucasie
- Galanthus platyphyllus Traub & Moldenke, espèce à large feuilles du Caucase
- Galanthus rizehensis Stern, du pourtour Est de la Mer Noire, à feuilles assez étroites
- Galanthus transcaucasicus Fomin, de Transcaucasie et du Nord de l'Iran
- Galanthus woronowii Losinsk., espèce souvent cultivée, originaire du pourtour Est de la Mer Noire, jadis confondue avec Galanthus ikariae ; les feuilles sont repliées vers l'avant

### Affinité incertaine
- Galanthus trojanus A.P.Davis & Ozhatay, la nouvelle espèce découverte par Davis en 2000
- Galanthus ×allenii Baker, un hybride d'origine obscure (?G. alpinus × G. woronowii) découvert dans un lot de perce-neige en provenance de Turquie
- Galanthus ×grandiflorus Baker, un autre hybride d'origine incertaine (peut-être G. elwesii × G. plicatus)

### Liste des espèces et hybrides répertoriés
Selon World Checklist of Selected Plant Families (WCSP) (5 mars 2019) :
- Galanthus × allenii Baker, Gard. Chron., ser. 3 (1891)
- Galanthus alpinus Sosn. (1911)
- Galanthus angustifolius Koss (1951)
- Galanthus cilicicus Baker, Gard. Chron., ser. 3 (1897)
- Galanthus elwesii Hook.f. (1875)
- Galanthus fosteri Baker, Gard. Chron., ser. 3 (1889)
- Galanthus gracilis Celak., Sitzungsber. Königl. Böhm. Ges. Wiss. (1891)
- Galanthus ikariae Baker, Gard. Chron., ser. 3 (1893)
- Galanthus koenenianus Lobin, C.D.Brickell & A.P.Davis (1993)
- Galanthus krasnovii Khokhr., Byull. Moskovsk. Obshch. Isp. Prir., Otd. Biol., n.s. (1963)
- Galanthus lagodechianus Kem.-Nath. (1947)
- Galanthus nivalis L. (1753)
- Galanthus panjutinii Zubov & A.P.Davis (2012)
- Galanthus peshmenii A.P.Davis & C.D.Brickell (1994)
- Galanthus platyphyllus Traub & Moldenke (1948)
- Galanthus plicatus M.Bieb., Fl. Taur.-Caucas. (1819)
- Galanthus reginae-olgae Orph. (1876)
- Galanthus rizehensis Stern (1956)
- Galanthus samothracicus Kit Tan & Biel (2013)
- Galanthus transcaucasicus Fomin (1909)
- Galanthus trojanus A.P.Davis & Özhatay (2001)
- Galanthus × valentinei Beck (1894)
- Galanthus × valentinei nothosubsp. subplicatus (Zeybek) A.P.Davis (2001)
- Galanthus × valentinei nothosubsp. valentinei
- Galanthus woronowii Losinsk. (1935)

Selon Tropicos (5 mars 2019) (Attention liste brute contenant possiblement des synonymes) :
- Galanthus alexandri Porcius
- Galanthus alpinus Sosn.
- Galanthus angustifolius G. Koss
- Galanthus artjuschenkoae Gabrieljan
- Galanthus autumnalis All.
- Galanthus bortkewitschianus Koss
- Galanthus byzantinus Baker
- Galanthus cabardensis G. Koss
- Galanthus caspius Grossh.
- Galanthus caucasicus (Baker) Grossh.
- Galanthus cilicicus Baker
- Galanthus corcyrensis (Beck) Stern
- Galanthus elsae Burb.
- Galanthus elwesii Hook. f.
- Galanthus fosteri Baker
- Galanthus glaucescens A.P. Khokhr.
- Galanthus globosus Burb.
- Galanthus graecus Orph. ex Boiss.
- Galanthus grandiflorus Baker
- Galanthus ikariae Baker
- Galanthus imperati Bertol.
- Galanthus kemulariae Kuth
- Galanthus ketzkhovelii Kem.-Nath.
- Galanthus koenenianus Lobin, C.D. Brickell & A.P. Davis
- Galanthus krasnovii Khokhr.
- Galanthus lagodechianus Kem.-Nath.
- Galanthus latifolius Salisb.
- Galanthus maximus Velen
- Galanthus melihae (Zeybek) E.Sauer & Zeybek
- Galanthus melvillei Voss
- Galanthus montanus Schur
- Galanthus nivalis L.
- Galanthus octobrensis T.Short
- Galanthus olgae Orph. ex Boiss.
- Galanthus olgae-reginae Leichtlin
- Galanthus peshmenii A.P. Davis & C.D. Brickell
- Galanthus platyphyllus Traub & Moldenke
- Galanthus plicatus M. Bieb.
- Galanthus rachelae Burb.
- Galanthus reginae-olgae Orph.
- Galanthus rizehensis Stern
- Galanthus schaoricus Kem.-Nath.
- Galanthus scharlokii (Casp.) Baker
- Galanthus transcaucasicus Fomin
- Galanthus trojanus A.P. Davis & Özhatay
- Galanthus umbricus Dammann
- Galanthus valentinae Panjut. ex Grossh.
- Galanthus vernus (L.) All.
- Galanthus woronowii Losinsk.
- Galanthus × allenii Baker
- Galanthus × perryi Baker
- Galanthus × valentinei Beck

## Conservation
Une collection nationales agrées du Conservatoire des collections végétales spécialisées (CCVS) de 339 taxons est installée à Avrechy dans la Somme.

## Photos de quelques espèces

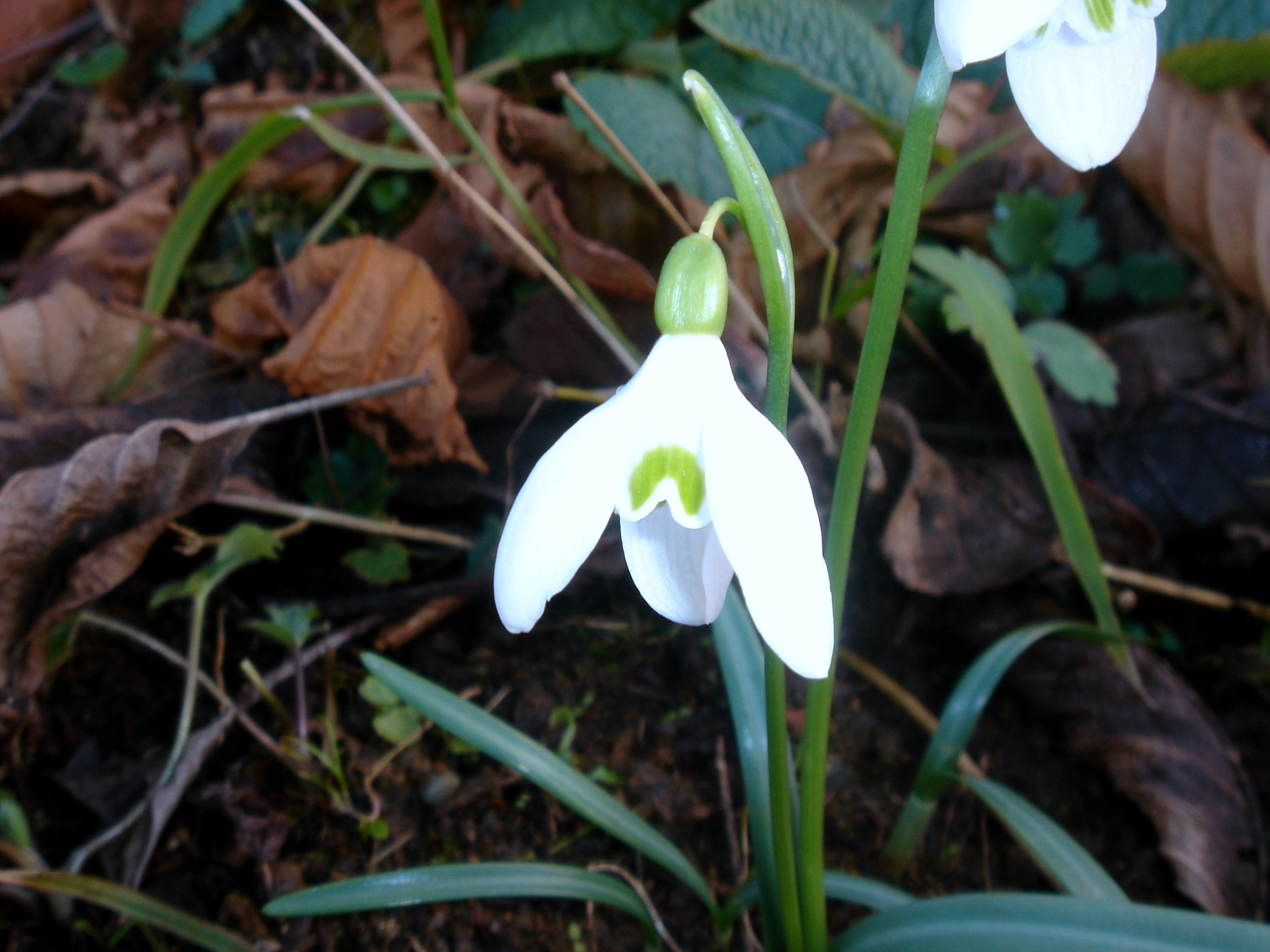
Galanthus angustifolius
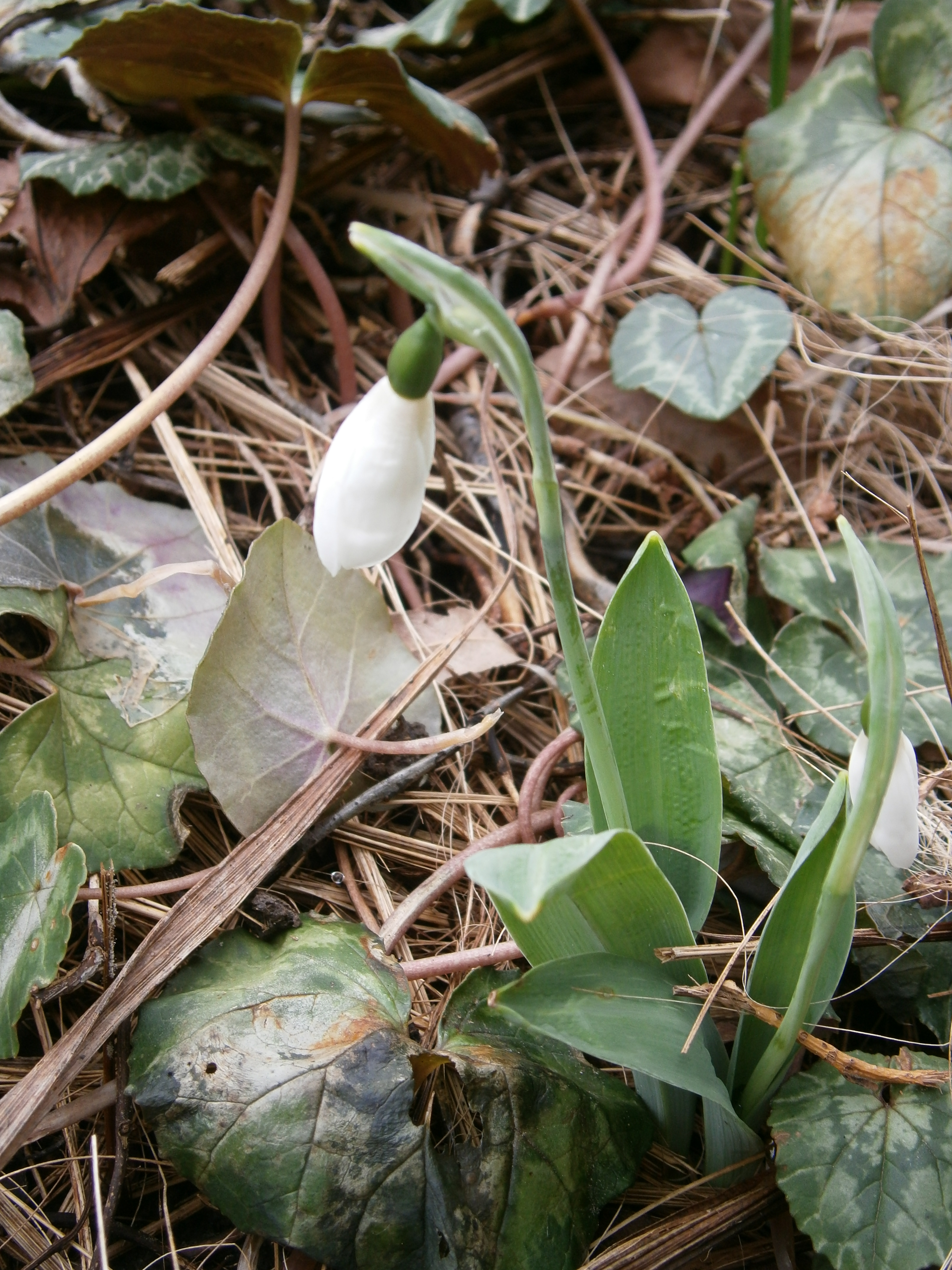
Galanthus elwesii
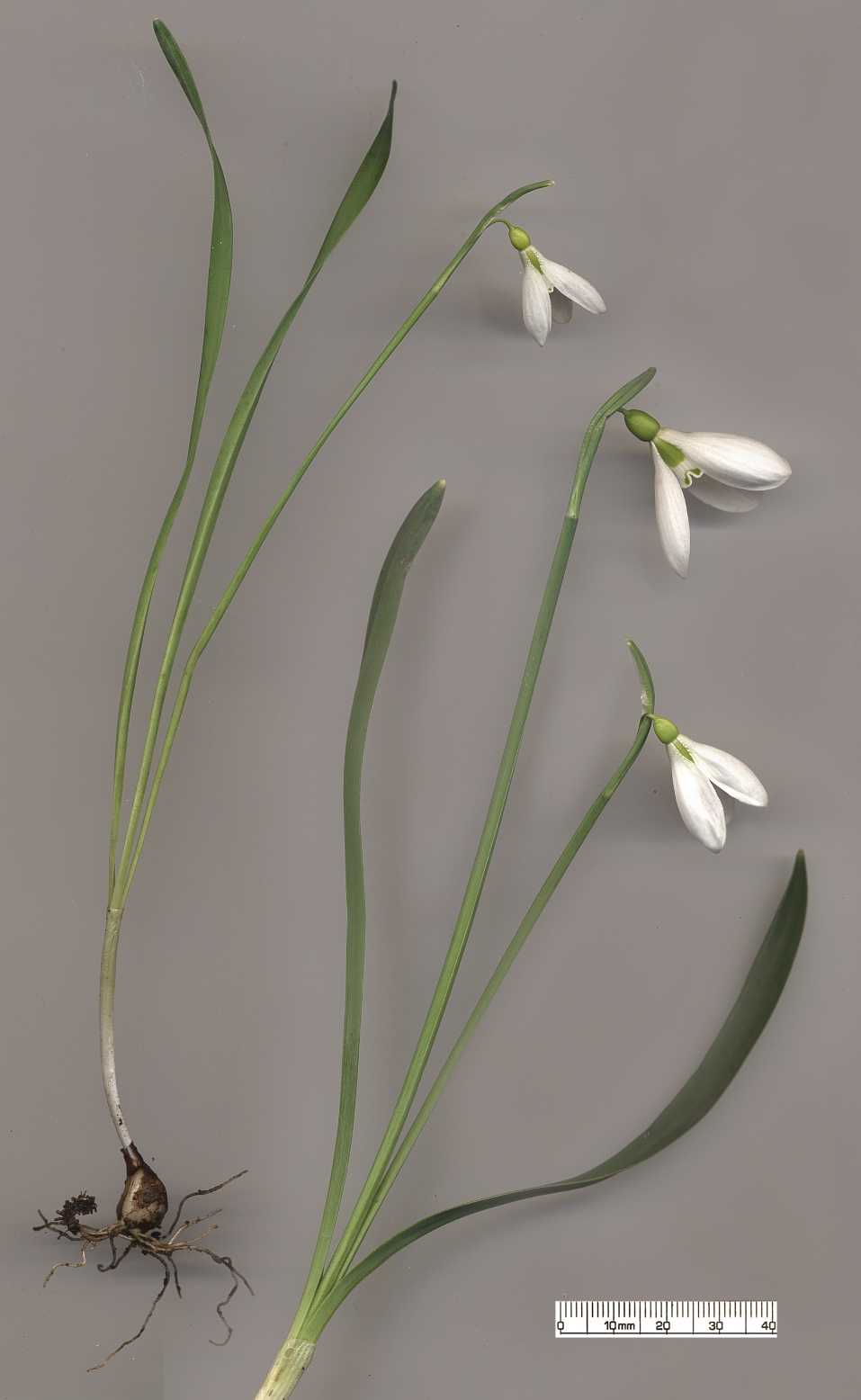
Galanthus gracilis
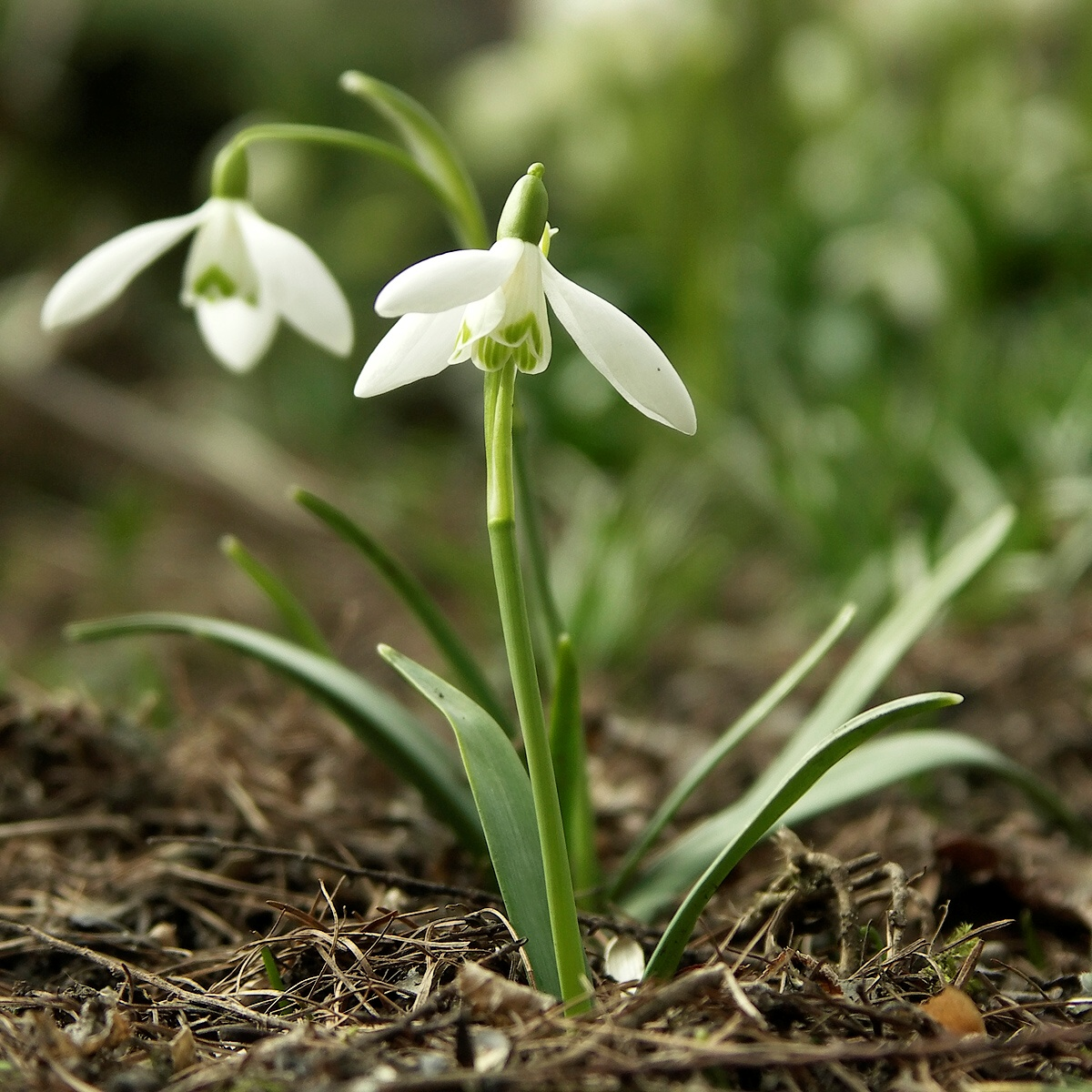
Galanthus nivalis
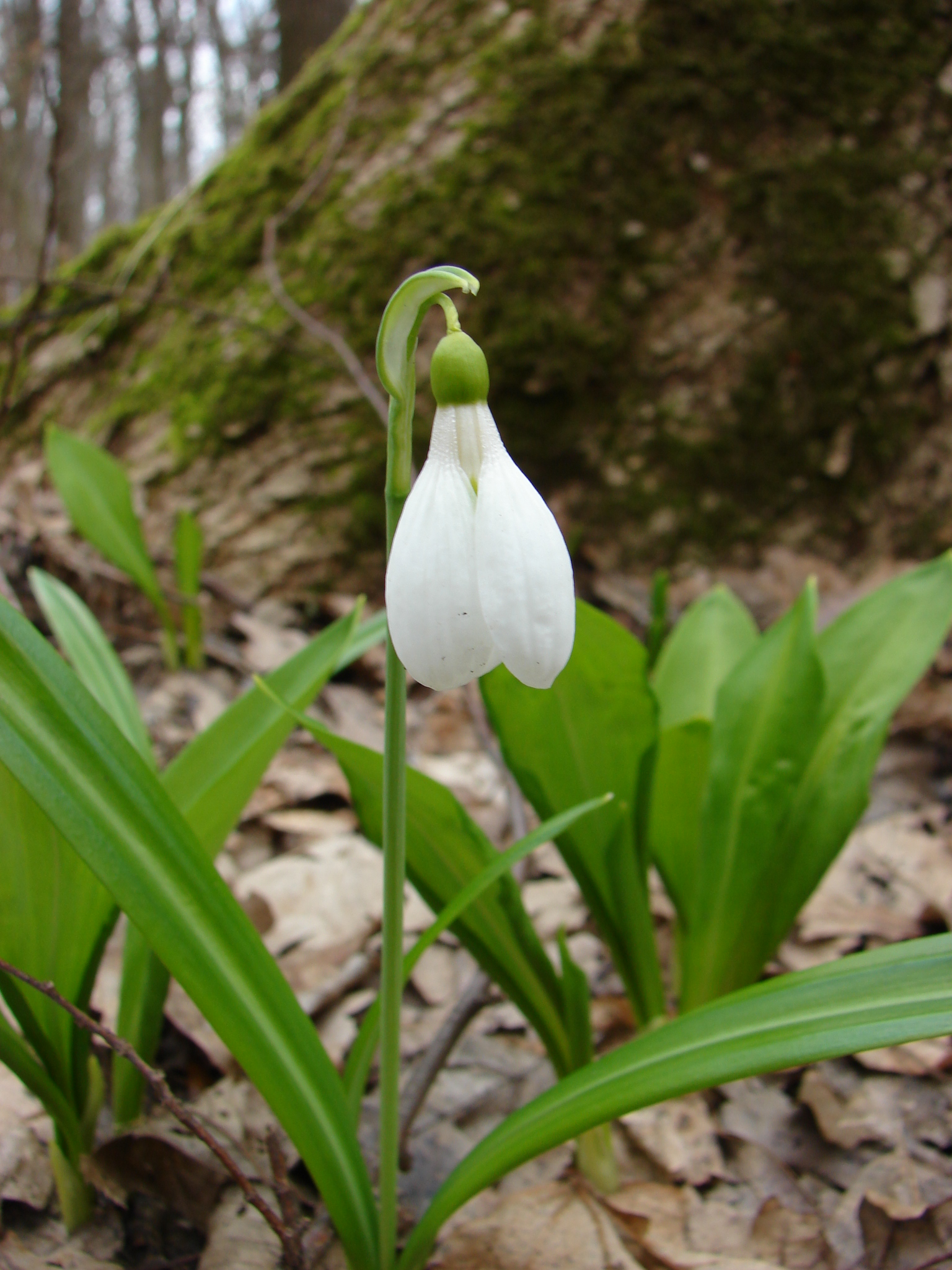
Galanthus plicatus
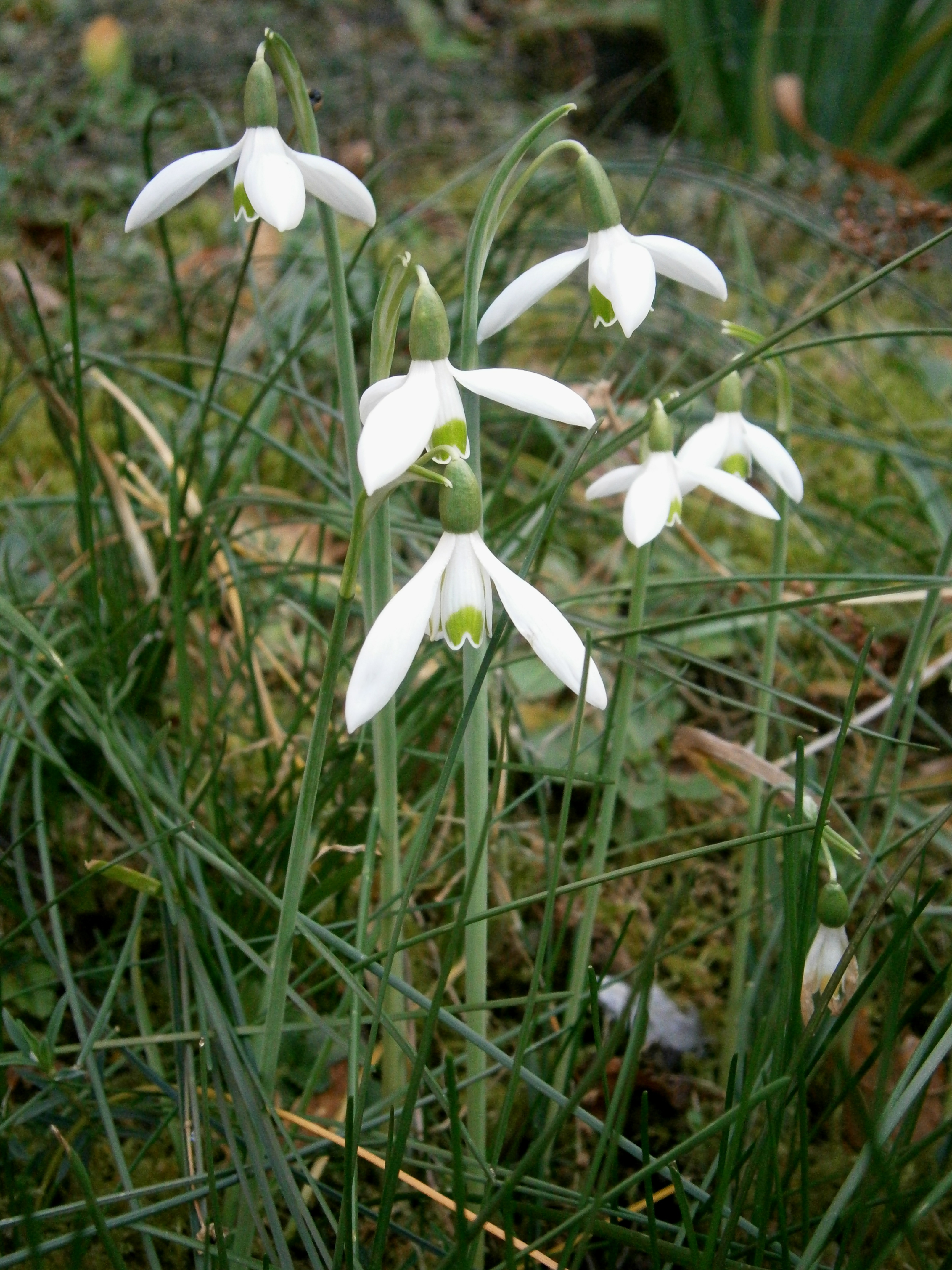
Galanthus reginae-olgae
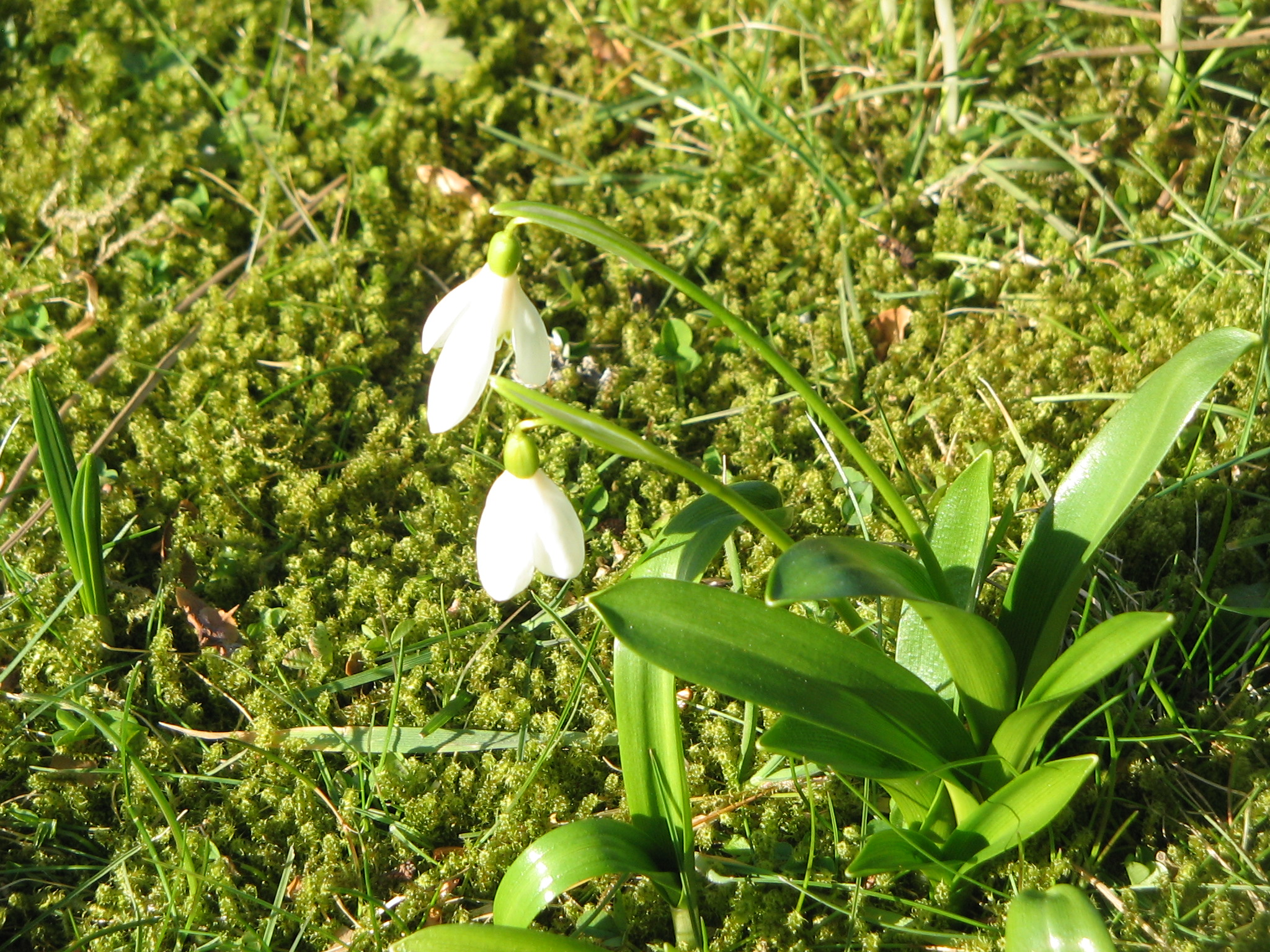
Galanthus woronowii

## Sources
1. Davis A.P. The Genus Galanthus, The Royal Botanic Gardens, Kew in association with Timber Press, Portland, Oregon, 1999,  (ISBN 0-88192-431-8)
2. Davis A.P. et Özhatay N. Galanthus trojanus : a new species of Galanthus (Amaryllidaceae) from north-western Turkey, Bot. J. Linn. Soc. 137 (4) : 409-412, 2001.  (ISSN 0024-4074)
3. Zubov, D.A. & Davis, A.P., Galanthus panjutinii sp. nov.: a new name for an invalidly published species of Galanthus (Amaryllidaceae) from the northern Colchis area of Western Transcaucasia. Phytotaxa 50: 55–63, 2012
4. Michel Dewambrechies, « Galanthus botanique. Une invitation au voyage », Hommes et plantes, no 123,‎ octobre novembre décembre 2023, p. 4